# Amata celebesa
Amata celebesa là một loài bướm đêm thuộc phân họ Arctiinae, họ Erebidae.